# 澳洲齒鰩
澳洲齒鰩（學名：Dentiraja australis），為軟骨魚綱鰩目鰩科齒鰩屬的一種，分布於西太平洋澳洲海域，深度20至325公尺，本魚上體呈棕色，吻部和胸鰭顏色較淺，下體為白色，體長可達55公分，壽命可達9年，棲息在大陸棚海域，為底棲性魚類，卵生，卵囊為長方形並有堅硬角狀突起，幼魚會跟隨較大的個體，生活習性不明。